# João Domingos da Silva Pinto
João Domingos da Silva Pinto, ou simplesmente João Pinto, foi um dos mais representativos futebolistas portugueses das décadas de 80 e 90. Actuando na posição de defesa-direito, jogou no FC Porto durante toda a sua carreira profissional e representou a Selecção Portuguesa em 70 partidas.
Em 2007, foi treinador adjunto do FC Porto.

## Carreira como jogador
João Pinto começou a jogar futebol aos 12 anos no Clube de Futebol de Oliveira do Douro, freguesia vizinha de Vilar de Andorinho, onde nasceu, no concelho de Vila Nova de Gaia.

### FC Porto
Tendo chegado ao FC Porto com 14 anos, João Pinto cumpriu ainda grande parte da sua formação nas Antas. Em 1981/82 integrou pela primeira vez a equipa sénior, mas só na época seguinte conquistou a titularidade no lado direito da defesa, sob o comando de José Maria Pedroto. Foi titular do FC Porto durante mais de uma década e nunca mais vestiu outra camisola, tendo envergado a braçadeira de capitão durante grande parte da sua carreira.
Em 1984 jogou a final da Taça das Taças, que o FC Porto perdeu frente à Juventus; três anos depois, já como capitão de equipa, levantou a Taça dos Clubes Campeões Europeus em Viena e ficou para a história por não ter largado a taça por um momento sequer desde que esta lhe foi entregue até recolher aos balneários. A Taça Intercontinental e a Supertaça Europeia da mesma época (1986/87) completam o seu palmarés internacional.
A nível interno, jogou 407 jogos  e venceu mais de vinte títulos com o FC Porto, incluindo os três primeiros do histórico Penta (única altura em que um clube português foi campeão cinco vezes consecutivas). No final da época 1996/97, em que o FC Porto conquistou o primeiro tricampeonato da sua história, João Pinto decidiu terminar a carreira. Na festa de apresentação do plantel para a época seguinte despediu-se dos adeptos numa cerimónia simbólica em que entregou a braçadeira de capitão e a camisola número 2 a Jorge Costa.

### Selecção Nacional
A estreia de João Pinto na Selecção AA Portuguesa aconteceu em 1983, contra a França, quando tinha pouco mais de 21 anos e já contava com 34 internacionalizações nas selecções jovens. Pela selecção principal disputou 70 partidas, tendo marcado apenas um golo, contra a Suíça, numa partida de qualificação para o Mundial de 1990. Portugal não se qualificou para o referido mundial, mas João Pinto já havia feito parte da convocatória nacional em duas grandes competições: jogou as quatro partidas que Portugal disputou no Euro 84, enquanto no Mundial 86, lutando contra uma pleurisia, foi apenas suplente não-utilizado.
Ao disputar a sua 67ª partida pela Selecção Nacional, João Pinto tornou-se o futebolista português mais internacional de sempre, título que deteve até ser ultrapassado por Vítor Baía. Hoje, mesmo longe dos relvados há uma década, ocupa o sétimo lugar no ranking de internacionalizações  e é o jogador que mais vezes capitaneou a Selecção Portuguesa - em 42 dos 70 jogos que disputou . Despediu-se da Selecção "em casa" - no Estádio das Antas - num Portugal x Ucrânia que Portugal venceu por 1-0, em 1996.

## Palmarés
- 1 Taça dos Clubes Campeões Europeus (1987)
- 1 Supertaça Europeia (1987)
- 1 Taça Intercontinental (1987)
- 9 Campeonatos Nacionais (1984/85, 1985/86, 1987/88, 1989/90, 1991/92, 1992/93, 1994/95, 1995/96, 1996/97)
- 4 Taças de Portugal (1983/84, 1987/88, 1990/91, 1993/94)
- 8 Supertaças Cândido de Oliveira (1983, 1984, 1986, 1990, 1991, 1993, 1994, 1996)

## Carreira como treinador
Em 1997/98, terminada a sua carreira como jogador, João Pinto assumiu o comando da equipa de juniores A do FC Porto, que treinou durante sete épocas. Em 2004/05 passou a estar ligado à equipa principal, desempenhando por dois anos o papel de observador. No início da época 2006/07 o treinador holandês Co Adriaanse e dois dos seus adjuntos pediram demissão a poucos dias da Supertaça que o FC Porto disputaria contra o Vitória de Setúbal, ficando a equipa técnica portista reduzida a dois elementos: Rui Barros e Wil Coort, respectivamente treinador adjunto e treinador de guarda-redes. É nesta situação delicada que João Pinto é convidado a assumir a posição de treinador adjunto, completando a equipa técnica que venceria a Supertaça por 3-0.
Poucos dias depois foram contratados o treinador Jesualdo Ferreira e o seu adjunto Carlos Azenha, mas João Pinto, tal como Barros e Coort, permaneceu na equipa técnica.

## Palmarés

#### Como treinador dos juniores A do FC Porto
- 2 Campeonatos Nacionais (1997/98 e 2000/01)
- 1 Campeonato Distrital (1997/98)

#### Como treinador adjunto do FC Porto
- 3 Campeonato Nacional (2006/07, 2007/08, 2008/09)
- 2 Supertaça Cândido de Oliveira (2006, 2009)
- 1 Taça de Portugal (2008-09)